# Dan Malloy
Dannel Patrick "Dan" Malloy (Stamford, Connecticut, 21 de juliol de 1955) és un polític estatunidenc del Partit Demòcrata. Des de gener de 2011 ocupa el càrrec de governador de Connecticut.